# Agouni Hamiche
Pour les articles homonymes, voir Hamiche.
Agouni Hamiche est un village de Grande Kabylie, situé dans la commune de Makouda, dans la wilaya de Tizi Ouzou en Algérie. Il compte environ 1 000 habitants.

## Géographie
| Remblai | Thala Bouzrou  | Ibakoukène |
| Ichikar | Agouni Hamiche | Tarihant   |
| Ichikar | Isthithen      | Tamiest    |

Le douar de Makouda fait partie de la tribu (arch) des Aït Wagennoun, qui est délimitée à l'est par Aït Jenad, au nord par Iflissen et Aït Umadaɣ, à l'ouest par Aït Selgem, au sud par Aït Amrawa, Ayt Ɛeysi, Ayt Yiraten et au sud-est, de façon lointaine, par Ayt meqlaɛ d w' Ayt yeǧǧer.
Toutes ces régions sont situées dans la Grande Kabylie, qui a pour chef-lieu Tizi Ouzou. 
Agouni Hamiche est l'une des divisions du village d'Istiten, qui comprend aussi Ichikar, Akaouj, Ifuzar. Ces deux derniers sont intégrés au territoire de la commune de Aït Aïssa Mimoun. 
Le village d'Agouni Hamiche est une extension du village Istiten, un ancien village où ont été découverts, à l'occasion de travaux de chantier ou d'agriculture au niveau des plaines de W'asif n Yestiten, des vestiges archéologiques témoignant du passé du site. Parmi elles, des stèles sur lesquelles figurent des représentations picturales mais aussi des pierres écrites en tifinagh, comme celle retrouvée lors de travaux à Taqerrabt au lieu-dit Lmerǧa n Laḥwaḍ. 

## Histoire

### Fondation
Le village d'Agwni N Hemmic fut fondé par deux hommes, Mess Hammic et Mess Larbi, venus du village Istiten. Ils se sont installés sur un terrain plat qui appartenait à Hammic d'où le nom du village qui demeure jusqu'à nos jours, Agouni Hamiche, qui signifie : le terrain ou le stade de Hammic. Ils y ont élu domicile avec leurs familles.  
À l'époque, les relations avec les autres villages étaient tendues, à cause notamment des frontières avec les villages de Tala Bouzrou (Tala N wezrou). La frontière entre Agouni Hamiche et Tala Bouzrou est en effet limitée par le cimetière de Sidi Elḥadj Umbarek. La légende rapporte que Sidi Elḥadj Umbarek était un saint homme très pieux ; il aurait accompli 7 fois le rite du pèlerinage à la Mecque. Respecté par les deux parties, il a pu ramener la paix entre les deux populations. 
Le village était, durant cette longue période de conflit, protégé par les habitants du village Istiten. On ne connaît pas exactement la date à laquelle ces deux fondateurs, Mess Hammic et Mess Larbi, se sont installés à cet endroit mais une estimation peut être faite assez facilement : ils ont dû s'y installer avant l'arrivée des Turcs en Afrique du Nord. 
À titre de comparaison, le village Aqawej fut fondé par Uqt'an avec ses sept enfants en raison des expéditions punitives de l'armée turque pour prélèvement des impôts. Il se situe sur le sommet de la montagne des Ait Aïssa Mimoun. Le sommet de Aqawej fait face à un autre sommet, celui de Rgawna. Tous deux font partie de la même montagne ; ils sont séparés par le canyon (abrid ger iwjayen ou assif ger iwjayen) creusé par l'oued Sibaou ou « Asif n Amrawa »). 
Uqt'an en s'installant au village Aqawej a occupé ce sommet, à l'origine très boisé, et s'en est servi comme place forte pour observer et anticiper les attaques des armées turques.

### Arrivée de renfort
Mess Hammic et Mess Larbi ont assez rapidement été rejoints par Mess Ali, Mess M'Hand et Mess Akli qui venaient de la Petite Kabylie, plus exactement du village Elkseur près de Bejaia. Eux cherchaient refuge pour des raisons que personne - y compris les descendants de ces derniers - ne connaît. En tout cas, ils ont constitué un renfort appréciable et ont contribué à l'agrandissement du village. Celui-ci s'est élargi, formé par Ihemmicen, Ayt Larbi, Ayt Ali, Ayt Mhend et Ayt w Akli. 

### Époque coloniale francaise
Lors de la colonisation de l'Algérie par la France, trois batailles, restées dans la mémoire populaire, ont signé la défaite de la basse Kabylie. La tradition orale les rapporte ainsi : 
- La bataille de Tawerga situé sur les terres de Ait Selgem dans la région de Delys actuellement, où le premier combattant mort au combat est « Mes Ali U Mhand ou Ider Ali » . Celui-ci est originaire du village Tigwnatin ou Ayt Ali. Néanmoins l'armée coloniale a aussi subi des pertes, les volontaires Kabyles avaient fait des prisonniers Français (Imuraz) qui furent ramenés à Agwni n'Attouc « le village Attouche ».
- La bataille de Tizi n Tlata à la frontière entre Tala Bouzrou, Tifra (Iflisen) et Boujimaɛ. Ce fut une déroute des volontaires Kabyles en raison d'une trahison. L'armée coloniale avait été informée du lieu de l'embuscade, par Saïd n'Ait Abdellah originaire de Iflissen. Il reste encore de nos jours des vestiges du muret construit par les volontaires Kabyles pour s'y abriter au cours de l'embuscade. De ces évènements, la mémoire collective de la région a retenu l'adage populaire : « Lukan Lmaɛna yer lqedd, Ayt abdela d isulas ».
- La bataille de Tamda à laquelle les Ait Kaci et leurs alliés notamment Iceɛuten (Tifra) auraient participé très activement. De Icaɛuten ont participé les trois frères Elḥadj Lunnas, Elḥadj Muhand et Elḥadj Omar. L'un est décédé, l'autre blessé et l'un est revenu indemne. À partir de cette bataille l'armée coloniale a progressé difficilement durant des années avant que le denier bastion ne tombe c'est-à-dire Ayt Yiraten en 1871. Cette défaite est due aux  agissements du nommé: Hsen N y' Aṭṭaren au profit de l'armée coloniale française, le jour de la fête de l'Aïd-El-Kebir ou la vigilance des villageois s'était relâchée.

### Recomposition des noms de famille lors de l'établissement du premier état civil;
À la suite de la colonisation de la Kabylie, l'administration coloniale a devisé la quasi-totalité des familles en plusieurs branches en procédant à la modification de leurs noms d'origine, dans un objectif de division mais aussi de création de conflits comme on l'a noté dans l'histoire par la suite. 
C'était une règle appliquée à toute l'Algérie comme ce fut le cas pour le village d'Agouni Hamiche
- Les Ihemmicen sont divisés en Hamouche et Hammiche,
- Les Ayt ALI sont renommés Kasmi,
- Les Ayt Mhend renommés Belhamidi,
- Les Ayt W Akli nommés Djilali ; il ne reste personne de la famille Djilali (Akli a eu deux filles).

Quant aux Ayt Larbi, ils ont été divisés en cinq branches familiales : Chafai, Chabni, Chabli, Arbouz et Arbouche.  

### Tamyist, un village voisin et allié
Les habitants du village d'Agouni Hamiche ont accepté la venue d'une importante population constituant un village allié ; le village Tamyist. Les habitants de Tamyist se sont installés au sud du village d'Agouni Hamiche sur le chemin de Azaɣr qui conduit aux terres agricoles fertiles de la vallée de Asif n Istiten.  
Les habitants de Tamyist sont originaires de Ayt Ddwala, plus exactement de la région de Akal Aberkan et du village Ayt Bu Yaḥya, un village constitué essentiellement de Imrabḍen. Ils ont quitté Ayt Bu Yaḥya à la suite d'un conflit dont on ne connaît pas les raisons exactes.
Tamyist est devenu un village allié du village d'Agouni Hamiche.
Aujourd'hui encore, les habitants de ce village font mine de rappeler aux citoyens d'Agouni Hamiche qu'ils doivent les respecter car ils sont leurs Imrabḍen (hommes de foi et de religion, c'est-à-dire ceux qui étaient censés perpétuer les rites et us de la religion musulmane). 
Mais essentiellement, à leur arrivée, les deux villages avaient le devoir de se protéger mutuellement. L'alliance entre les deux villages demeure et de nombreuses actions communes sont régulièrement menées, telles que les volontariats ou Tiwiziwin ainsi que Timchret ou LuwziƐa (lors des fêtes religieuses, le village tue un bœuf ou des moutons et la viande est partagée entre tous les habitants des deux villages de façon équitable et surtout gratuitement pour les nécessiteux).

### Villages martyrs
Les deux villages Agouni Hamiche et Tamyist ont joué un rôle important dans la région et dans toute la Kabylie dans la préparation de l'insurrection armée durant la Guerre d'Algérie . Avec Istiten, ce sont les trois villages qui ont donné un très grand nombre de martyrs durant la Guerre d'Algérie. 
Le village d'Agouni Hamiche a donné 24 martyrs sur une population de 83 âmes recensées à l'indépendance en 1962. 
Parmi les maquisards morts au combat, il y a eu plusieurs cadres parmi les plus gradés de la région : 
- Le Capitaine Amar n Lbas (Amar Bessalah) ;
- Son frère Saïd Bessalah qui fut le responsable de l'OS (organisation secrète) et qui fut emprisonné durant les 7 ans qu'avait duré la guerre d'Algérie. Après son emprisonnement, il fut remplacé par Kasmi Mohammed Saïd dit Moustache.
- Le Capitaine Ahmed Chafai dit Roger cadre de la Wilaya 4.
- Le Lieutenant Mohammed Saïd Kasmi dit Moustache cadre de la Wilaya 4.

Ces deux derniers ont été les premiers cadres de la Wilaya III envoyés pour former la Wilaya IV par Krim Belkacem, chacun avec une compagnie de plus 124 hommes pour étendre la guerre aux zones pacifiées par l'armée française telles que Tablat et ses environs.
- Le lieutenant Amar Kasmi ou Amar n Lunis et son oncle
- Le Lieutenant Saïd Kasmi ou Saïd w Amar dit Lmarruk ce dernier est encore en vie en 2021 et est alors âgé de 94 ans (il est né en 1927).

Il y a également eu des exilés à Agouni Hamiche en 1948-1849 (Hammouche Mohammed Saïd ou Muhsaɛid Muhand Ihemmicen) à la suite d'une bataille qui a eu lieu entre les pro-Français et les révolutionnaires (bataille entre les Hammiches et le reste du village dont les Hamouches comme expliqué plus haut). Il a été forcé de quitter le village et l'Algérie avec son épouse et ses enfants pour s'établir en France où il a continué la lutte dans le cadre de la fédération de France et par la suite comme membre de l'académie Berbère de Vincennes à Paris.
N'ont survécu que très peu d'hommes et de femmes parmi ceux qui ont participé directement à la guerre de libération.
Il est important aussi de rappeler la lutte sur le plan culturel. Dès l'installation de l'armée coloniale à Boujimaɛ, le plus haut gradé de l'époque et ses goumiers ont convoqué le poète Muh n'Amar Umeziane connu dans toute la Kabylie sous le nom de Muh n Hand Awagnun. Ils lui ont proposé Rebɛa Duru, soit 40 sous de l'époque ou « Rebɛin Sourdi , juste pour qu'il déclame ses poèmes. Il a immédiatement compris que le militaire voulait à travers ses poèmes connaitre le fonctionnement de la société kabyle et des Ayt Wagnun en particulier. 
En guise de réponse il leur a composé un poème instantanément et leur a répondu : 

« Ay-d fka lwerd tmurti-w
Fiḥel ma megra taɛfart

Am win yeţţagem-n aman

Ɣer lḥila mebla Tacert

Ma skn-ɣ-as Nnbi u Rumi

Awer Icafaɛ deg-i laxart »

« Dans mon pays, poussent de nombreuses variétés de roses

Ai-je besoin de moissonner (cueillir) des épines

L’ennemi ressemble à un seau troué à remplir d’eau

Rien ne peut rassasier son avidité

S’ils croient que je donnerai les miens et ma religion

Que le Prophète n’intercède pas pour moi le jour du Jugement dernier »

Durant la révolution plusieurs poèmes ont jalonné les exploits des hommes des deux villages. 
En voici un exemple : 

« Ɛahdem-t a tuzma ţeryis

Mi t-ţewwet t-Myist

Ewwet-n-ţ ulin-d W’aman

Wissen anwi i-zenzen lasel-is

Idda du Frensis

Labḍna tenza s-leqlam

D tarbaɛt-ik Amar n Lunis

Bu znad Iţiɣwis

Ay ten-igezmen ţileqam

Laskar ɣli-n ɣef idis

França t ḥeţţeb arraw-is

Imjuhad refden lalam »

« Vous les belles femmes renoncez à vos parures.

Après ce qui est arrivée à Tamyist ;

Des bombardements, des sources ont jaillis.

Quelqu’un a trahi les siens :

Il s’est rallié à la France

Avec un rapport manuscrit.

C’est ton groupe oh Amr Lunis
 
À la gâchette chantante 

Qui en a terrassé paquet.

Les soldats furent étalés.

La France compte ses enfants morts 

Pendant que les moudjahidin ont hissé le drapeau. »